# Teugels-Flösselhecht
Teugels-Flösselhecht (Polypterus teugelsi), auch Cross-River-Flösselhecht genannt, ist ein Süßwasserfisch aus der Familie der Flösselhechte (Polypteridae), der endemisch im Stromgebiet des oberen Cross River im südwestlichen Kamerun vorkommt. Die Art wurde zu Ehren des belgischen Ichthyologen Guy Teugels benannt.

## Merkmale
Polypterus teugelsi wird maximal 41,5 Zentimeter lang. Der mit Ganoidschuppen bedeckte, langgestreckt Körper ist in den vorderen zwei Dritteln im Querschnitt annähernd rund. Das letzte Körperdrittel ist seitlich abgeflacht. Die Körperhöhe ist 7,9 bis 10,8 mal in der Standardlänge enthalten. Der Kopf ist abgeflacht, das Maul endständig mit einem überstehenden Oberkiefer. Die Lippen sind fleischig. Der Augendurchmesser ist 7,1 bis 11,3 mal in der Kopflänge enthalten. Die Länge vor dem ersten Flössel beträgt 46,7 bis 54,8 % der Standardlänge. Die Anzahl der Wirbel beträgt 63 bis 65. Die Anzahl der Rückenflössel liegt bei 6 bis 7. Sie reichen nach vorne nicht bis zum Hinterrand der Brustflossen. Die Afterflosse liegt weit hinten, kurz vor der Schwanzflosse. Ihre Basis ist kurz.
Teugels-Flösselhecht hat 63 bis 65 Schuppen in einer Reihe entlang der Seitenlinie, 37 bis 40 Schuppen in einer Reihe rund um den Körper, 28 bis 33 Schuppen vor dem ersten Flössel und 48 bis 51 Schuppen vor den Bauchflossen. Die Körperoberseite und die Körperseiten sind olivfarben und zeigen ein Netzwerk von schwarzen Markierungen, der Bauch ist orange, die Brustflossen schwarz.

## Lebensweise
Polypterus teugelsi bewohnt kleine, beschattete Regenwaldflüsse. Wie alle Flösselhechte ernährt er sich räuberisch von einer Vielzahl von Beutetieren.